# Panusaya Sitijirawattanakul

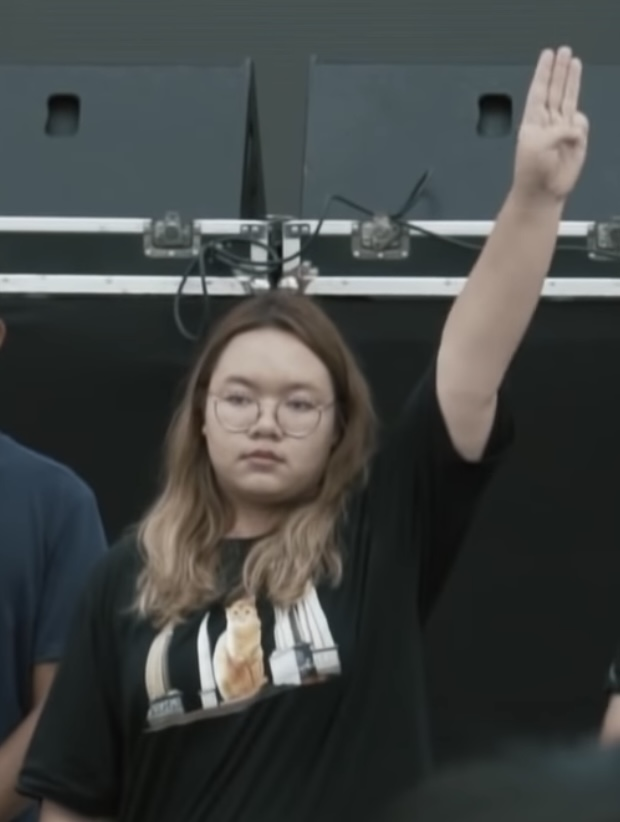
Panusaya Sithijirawattanakul

Panusaya Sitijariyawattanakul (tiếng Thái Lan: ปนัสยา สิทธิจิรวัฒนกุล), được biết đến với nghệ danh Rung (รุ้ง), sinh ngày 15 tháng 9 năm 1998, là một nhà hoạt động và nhân quyền Thái Lan. Cô được biết đến vì đã chỉ trích quyền lực hoàng gia của Vajiralongkorn. Và là một trong những người đang cố gắng cải cách chế độ quân chủ Thái Lan, bà đã quan tâm đến chính trị từ khi còn nhỏ với sự hỗ trợ của cha cô. Cô là một nhà lãnh đạo chính của các cuộc biểu tình ở Thái Lan 2020 và nhiều nhà hoạt động tích cực khác ở Thái Lan.

## Tiểu sử
Panusaya Sithijirawattanakul sinh năm 1998 tại Nonthaburi, là con út trong gia đình và có hai chị gái. Cô sinh ra trong một gia đình trung lưu điều hành một xưởng ô tô. Cô bé lớn lên với rất ít kiến thức chính trị. Panusaya rõ ràng có một tính cách khá hướng nội và lớn lên là một người khá nhút nhát. Cô bé bị bạn bè bắt nạt ở trường tiểu học. Cha mẹ cô đã gửi cô đến một chương trình trao đổi sinh viên kéo dài năm tháng ở Hoa Kỳ, chương trình này cuối cùng đã giúp cô thể hiện bản thân một cách tự tin hơn và thành thạo hơn khi nói trước đám đông.
Ban đầu cô ít quan tâm đến chính trị. Cha cô rất khuyến khích cô nghiên cứu chính trị sau cuộc đảo chính Thái Lan năm 2014. Cô ấy trở nên quan tâm hơn đến chính trị, thảo luận và tranh luận về chủ đề này với bạn bè ở trường trung học, sau khi ôn tập cho kỳ thi tuyển sinh đại học của mình về lịch sử của chính trị Thái Lan. Cô hiện đang theo đuổi các nghiên cứu cao hơn tại Khoa Xã hội học và Nhân học tại Đại học Thammasat.